# Quinteto de cuerda n.º 3 (Dvořák)

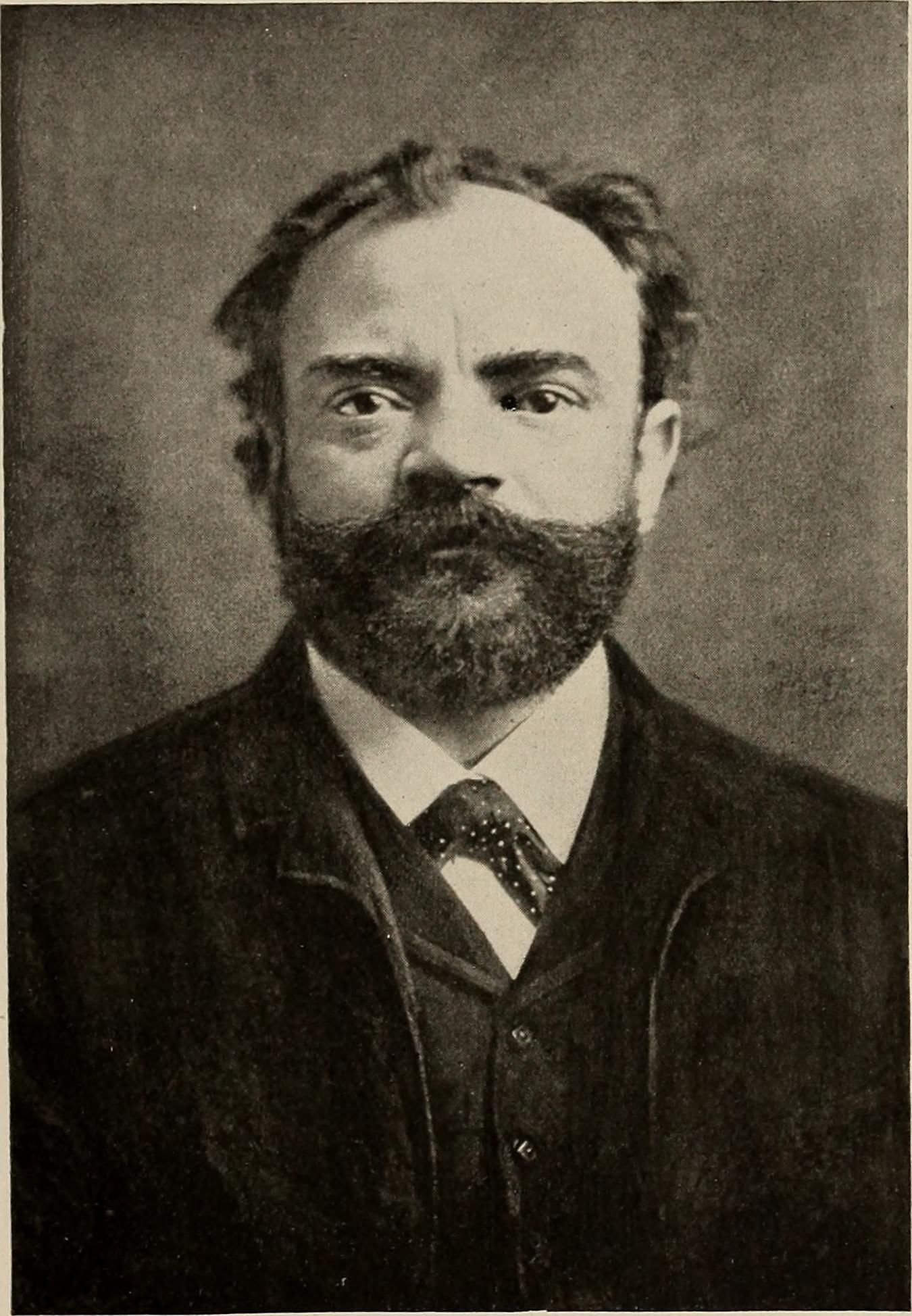
Antonín Dvořák, compositor de la obra, en 1892.

El Quinteto de cuerdas en mi♭ mayor, op. 97, B. 180, es un quinteto de cuerda compuesto por Antonín Dvořák durante el verano que pasó en Spillville (Iowa) en 1893. Es un «Quinteto de viola» en el sentido de que está anotado para cuarteto de cuerdas con una viola extra. Se completó en poco más de un mes, inmediatamente después de que escribiera su Cuarteto Americano. Al igual que el Cuarteto, el Quinteto captura con precisión la inflexión del idioma bohemio de Dvořák con inspiraciones estadounidenses. El Quinteto fue estrenado por el Kneisel Quartet en Nueva York el 13 de enero de 1894 junto con la segunda actuación del Cuarteto y revisada muy favorablemente, como comparable a las obras de Wolfgang Amadeus Mozart. Un crítico de The New York Times señaló que el Quinteto era «del tipo sobre el que un comentarista puede escribir un pequeño volumen sin agotar su admiración o describir completamente sus bellezas».

## Estructura y análisis
La pieza consta de cinco movimientos:
1. Allegro non tanto (mi ♭ mayor)
2. Allegro vivo (si mayor)
3. Larghetto (la♭ menor → la♭ mayor), en forma de doble variación.[2]
4. Finale. Allegro giusto (mi♭ mayor)

En un análisis extenso para The Chamber Music Society of Lincoln Center, Bruce Adolphe muestra la influencia de las escalas pentatónicas en el Quinteto, sugiere que la inusual apertura percusiva del scherzo (segundo movimiento) puede relacionarse con la música tribal que Dvořák escuchó en Spillville, además de señalar que el tema del tercer movimiento puede estar relacionado con el conocido interés del compositor en crear un nuevo himno nacional estadounidense.